# 離婚カップル探偵する
『離婚カップル探偵する』（りこんカップルたんていする）は、1990年から1991年までテレビ朝日系「土曜ワイド劇場」で放送されたテレビドラマシリーズ。全2回。主演は三田村邦彦。

## キャスト

### レギュラー
円城寺一也
演 - 三田村邦彦
無職。離婚した元妻の百合に未練がある。
池山百合
演 - 佳那晃子
円城寺の元妻で円城寺から毎月分割で慰謝料を貰っている。マンション暮らし。
田辺公介
演 - 阿藤海
探偵事務所を経営している。円城寺の友人。

### ゲスト
第1作「鬼怒川温泉行き殺人トラブルルート」（1990年）
- 桑原の妻 - 池波志乃
- ホテルの仲居 - 山口美也子
- 江森陽弘（ワイドショーの司会） - 本人
- ストレートニュースのアナウンサー - 乾浩明
- 松川裕美（ワイドショーの司会） - 本人
- 桑原（港開発興産 社長） - 武藤章生
- 課長 - 不破万作
- 競馬場の掃除婦 - 船場牡丹
- 岩永の部下 - 草川祐馬
- ホテルの従業員 - 川俣しのぶ
- ミヨ（探偵事務所の事務員） - 松原紫乃
- OL - 仁科扶紀、松本南美
- サトミ（OL） - 熊谷奈美
- リツコ（OL） - 田中雅子
- 北澤係長 - 島岡安芸和
- 相沢主任 - 羽場裕一
- リポーター - 権昌子
- 岩永（岩永土地開発 社長） - 森山周一郎
- 田島（渋谷南警察署 刑事） - 本田博太郎
- 遠井みちのり、砂田薫、我妻元、高橋千穂、摂祐子、本城裕、薄根俊明、問田憲輔、寒川直人、谷本あきら

第2作「京都見合い旅行殺人事件」（1991年）
- 中沢千絵（百合の同級生） - 一色彩子
- 青木宏（百合の見合い相手） - 速水亮
- シノ（中沢家の家政婦） - 阿知波悟美
- 坂口四郎 - 片桐竜次
- 千絵の叔父 - 江藤漢
- 刑事 - 原哲男
- ミドリ（円城寺の連れ） - 水島裕子
- れい子（お見合いツアー参加者） - あづみれいか
- 中沢武則（千絵の夫） - 中丸新将
- 田代（京都府川端警察署 刑事） - 島岡安芸和
- トモコ（旅館の仲居） - 山口美也子
- 村山（京都府川端警察署 刑事） - 平泉成
- 工藤啓子、松本南美、小柳みゆき、宮内優子、伊奈由美子、桜井久美、谷本あきら、納見俊三千、渡辺誠二、石井洋充、西村正樹、玉生賢司

## スタッフ
- 脚本 - 松原敏春
- 監督 - 前田陽一（第1作）、土屋統吾郎（第2作）
- 音楽 - 菊池ひみこ（第1作）、羽田健太郎（第2作）
- 技術協力 - ブルーミントストリート
- 編集・MA - ビデオサンモール（第1作）、映広（第2作）
- プロデューサー - 西村大介、橋倉功、藤原裕之
- 制作 - ABC、東通企画

## 放送日程
| 話数 | 放送日        | サブタイトル                     | 脚本     | 監督       |
| ---- | ------------- | -------------------------------- | -------- | ---------- |
| 1    | 1990年2月17日 | 鬼怒川温泉行き殺人トラブルルート | 松原敏春 | 前田陽一   |
| 2    | 1991年6月15日 | 京都見合い旅行殺人事件           | 松原敏春 | 土屋統吾郎 |